# Merostictis hypopyrrha
Merostictis hypopyrrha är en svampart som först beskrevs av Rehm, och fick sitt nu gällande namn av Défago 1968. Merostictis hypopyrrha ingår i släktet Merostictis, ordningen disksvampar, klassen Leotiomycetes, divisionen sporsäcksvampar och riket svampar.   Inga underarter finns listade i Catalogue of Life.
I den svenska databasen Dyntaxa används istället namnet Hysteropezizella hypopyrrha för samma taxon.  Arten är reproducerande i Sverige.